# John McNamara (Segler)
John Joseph „Don“ McNamara junior (* 7. Februar 1932 in Boston; † 24. Oktober 1986 ebenda) war ein US-amerikanischer Segler und Schriftsteller.

## Erfolge
John McNamara nahm in der 5,5-Meter-Klasse an den Olympischen Spielen 1964 in Tokio als Skipper der Bingo teil, deren Crew aus Joseph Batchelder und Francis Scully bestand. In insgesamt sechs Wettfahrten gelangen ihnen ebenso wie der schwedischen Rush VII von Skipper Lars Thörn und dem von Bill Northam angeführten australischen Boot Barrenjoey jeweils zwei Siege. Da die übrigen Resultate schwächer waren als die der Konkurrenz, landeten die US-Amerikaner im Gesamtklassement mit 5106 Punkten hinter den Australiern und den Schweden auf dem dritten Platz und gewannen somit die Bronzemedaille.
Er schloss 1953 ein Studium an der Harvard University ab und arbeitete anschließend bis 1957 für das Counter Intelligence Corps der US Army. Danach war McNamara als Investmentbanker tätig, ehe er sich ab 1970 als Schriftsteller betätigte. Seine bekanntesten Werke sind das Sachbuch White Sails, Black Clouds (1967) sowie die Romane The Money Maker (1972) und The Billion Dollar Catch (1987). McNamara hatte drei Töchter.